# 원준 (가수)
원준(본명: 손영철, 1982년 3월 8일 ~ )은 대한민국의 가수이다.

## 학력
- 국제대학교 실용음악학과 졸업

## 데뷔
- 2007년 정규 앨범 [내꺼야]

## 음반
- 2007년 내꺼야
- 2007년 와줘 / 미워 미워
- 2011년 날 믿어봐 / 써니진이
- 2014년 어미는 기도하마
- 2019년 평생친구
- 2019년 더도말고 덜도말고

## 진행 프로그램
- 실버TV 써니의 음악다방